# Airvault
Airvault község Franciaország Új-Aquitania régiójában, Deux-Sèvres megyében. 2019. január 1-jén hozzácsatolták Tessonnière korábbi községet. Az így létrejött új község lélekszáma az egyesüléskor 3366 fő lett.
Lakosainak száma 3295 fő (2022. január 1.). Airvault Saint-Généroux, Assais-les-Jumeaux, Availles-Thouarsais, Boussais, Glénay, Irais, Louin, Marnes, Saint-Loup-Lamairé, Saint-Varent, Moncontour, Plaine-et-Vallées és Maisontiers községekkel határos.

## Népesség
A település népességének változása:
| Lakosok száma | 3048 | 3003 | 3024 | 3281 | 3291 | 3270 | 3279 | 3287 | 3295 |
|               | 2013 | 2015 | 2016 | 2017 | 2018 | 2019 | 2020 | 2021 | 2022 |